# Живорад Илић
Живорад Илић (Црвена Јабука код Уба, септембар 1898. — Подгорица, 23. децембар 1919. године) био је српски земљорадник из околине Уба и учесник борби против арнаутских јединица 1919. године, у којој је изгубио живот. Носилац је Златног војничког ордена Карађорђеве звезде са мачевима.

## Биографија
Живорад Илић, рођен је септембара 1898. године у селу Црвена Јабука, код Уба, од оца Драгутина и мајке Петрије, пољопривредника средњег имовног стања. Основну школу завршио је у месту рођења и остао у селу да се бави пољопривредном производњом. Пошто је био млад током балканских и Првог светског рата није био ангажован на војним пословима и задацима. По завршетку Првог светског рата упућен је на одслужење редовног војног рока. Као припадник Митраљеског одељења X (Таковског) пешадијског пука учествовао је у сузбијању упада арнаутских јединица из Албаније у новоформирано Краљевство Срба, Хрвата и Словенаца. Храбро је погинуо у тој акцији 23. децембра 1919. године, а сахрањен је у Подгорици.
Постхумно је одликован Златним војничким орденом Карађорђеве звезде са мачевима за показану храброст и пожртвовање. О томе је објављен указ ФАО бр. 55377, од 17. децембра 1921. године.